# Св. св. Петър и Павел (Преколница)
Вижте пояснителната страница за други значения на Свети апостоли Петър и Павел.
„Св. св. Петър и Павел“ е възрожденска българска църква в село Преколница, община Кюстендил.
Църквата се намира в центъра на селото. Представлява трикорабна псевдобазилика, изградена от дялани ломени камъни и червени тухли, споени с бял хоросан. Построена е през 1848 г. според ктиторския каменен надпис над вратата, която води към наоса и султанския ферман, съхраняван в Националната библиотека в София. Има размери 22 Х 12 m, отворен масивен пристроен нартекс от запад и замрежена галерия на женското отделение. Централният кораб на наоса има таван с три слепи купола.
Ктиторският надпис над вратата гласи:
| „ | Сей Свещений храм Светих Верховних Апостолов Петра и Павла. Согради се царским дозволением Абдул Меджида. И на время митрополита Артемия Критски. Епископствующий Еритрон Захария. Настоянием же первим попа Малин Стояновича от село Преколница. И иконом попа Новко от Кюстендил исподруга их Митре Боцева. Ктитори приложници и спомоществователи село Преколница и вси села. 1848, месец июни 1 ден от Кюстендил и всей села. | “ |

Иконостасът е двуреден, изпълнен с ярки багри в топла гама, дело на майстор Коте Гюви (1820 - 1910) от град Сапарева баня. Олтарните двери са украсени с резба, както и арката над тях (с изображение на двуглав орел), венчилката и владишкия трон. Иконите са дело на Петрос Георгиадис от Янинско и са изрисувани в 1849 г. Църквата се отличава със сдържан разчленен обем, обогатен с ажура на металните решетки на прозоречните отвори и средновековно звучене на портика на запад с вълнообразния масивен корниз над него.
В двора е запазена част от килийното училище – стаята на учителя и пещта за обредни празненства с надпис „1 юни 1848“. В източната част на двора са надгробните паметници на ктиторите Митре Боцев и Малин Стоянович.
Църквата е паметник на културата.
Църквата чества светите апостоли на 29 юни и на 30 юни.

## Галерия
- църквата „Св.Петър и Павел“ – общ изглед
- входа към двора на църквата „Св.Петър и Павел“
- църквата „Св.Петър и Павел“ – общ изглед
- църквата „Св.Петър и Павел“ – общ изглед
- килийното училище в двора на църквата.
- ктиторски надпис в нартекса
- църковния олтар
- църковния олтар – кръста
- църковния олтар – двуглавия орел
- църковния олтар
- църковния олтар
- църковния олтар
- Божията майка – икона
- Свети Петър и Павел – икона
- Свети Никола – икона
- Свети Георги – икона
- Свети Димитър – икона
- Исус Вседържител – икона
- Св.Василий Велики, Св.Йоан Златоуст и Св.Григорий Богослов – икона
- Свети Илия – икона